# Богданов, Фёдор Родионович
Фёдор Родионович Богданов (2 (15) октября 1900, с. Елионка, Новозыбковский уезд, Черниговская губерния — 27 марта 1973, Киев) — советский учёный, хирург, травматолог-ортопед, педагог, один из организаторов здравоохранения на Украине. Член-корреспондент АМН СССР (1952). Доктор медицинских наук (1937), профессор (1939). Заслуженный деятель науки РСФСР (1957).

## Биография
Родился в семье служащих в селе Елионка Новозыбковского уезда, Черниговской губернии (ныне — Стародубский район Брянской области).
Выпускник медицинского факультета Московского университета 1925 года. Ученик профессора К. Ф. Вегнера, В. Д. Чаклина.
С 1931 по 1958 работал заведующим кафедрой Свердловского государственного медицинского института (теперь Уральская государственная медицинская академия) и с 1944 по 1958 директором института восстановительной хирургии, травматологии и ортопедии в Свердловске. В годы Великой Отечественной войны — главный хирург Уральского военного округа.
С 1958 работал заместителем директора по научной части института ортопедии и травматологии в Киеве и заведующим кафедрой Киевского института усовершенствования врачей. С 1964 года являлся проректором по научной части. Участвовал в редактировании раздела «Хирургия» во 2-м и 3-м издании БМЭ. Ф. Р. Богданов был членом президиума Всесоюзного общества травматологов-ортопедов, почетным членом обществ травматологов-ортопедов Болгарии, ГДР, Чехословакии, членом Международного общества травматологов-ортопедов (СИКОТ).
Похоронен в Киеве на Байковом кладбище.

## Научная деятельность
Ф. Р. Богданов — один из создателей украинской школы травматологии и ортопедии. Автор более 200 научных работ, в том числе 7 монографий. Среди его учеников — профессор И. Т. Скляренко, В. М. Левенец, И. Г. Герцен, В. А. Попов и другие.
Основные работы посвящены заболеванием суставов, порокам развития длинных трубчатых костей, вопросам перелома костей и костной регенерации.
Одним из первых начал применять стальной стержень для внутрикостной фиксации при лечении переломов длинных трубчатых костей.
Ввёл в науку и практику медицины понятия и термины:
1. Аппарат Богданова (синоним шина Богданова) — приспособление для вытяжения нижней конечности в полусогнутом положении при лечении переломов;
2. Артродез Богданова — хирургическая операция вневнутрисуставного артродеза голеностопного сустава, при которой производят остеотомию малоберцовой кости над латеральной лодыжкой, удаление суставного хряща большеберцовой и таранной костей, выпиливание на передней поверхности дистального эпифиза большеберцовой кости костного трансплантата с перемещением его вниз и внедрением в шейку таранной кости и фиксацию латеральной лодыжки к большеберцовой и таранной костям.
3. Гвоздь Богданова (синоним стержень Богданова) — металлический стержень плоскоовального сечения, применявшийся для внутрикостной фиксации отломков длинных трубчатых костей; имеет на верхнем конце отверстие (ушко) для введения крючка при удалении гвоздя.
4. Резекция Богданова — иссечение фрагментов из локтевой и лучевой костей с последующим восстановлением их непрерывности с целью укорочения предплечья и исправления деформации кисти и пальцев при спастических контрактурах мышц предплечья.

## Избранные труды
- Внутрисуставные переломы. Свердловск, 1948;
- Современное развитие детской ортопедии на Урале. Свердловск, 1954.

## Награды и звания
- орден Ленина
- орден Трудового Красного Знамени (01.10.1970)
- орден Красной Звезды (18.09.1943)
- медали
- Заслуженный деятель науки РСФСР

## Семья
Жена (с 1940 года) — Киселевская, Наталья Ивановна.